# Scherpenberg (Moers)
Scherpenberg ist ein Ortsteil (offiziell Wohnplatz) des Stadtteils Moers im Osten von Moers im Kreis Wesel in Nordrhein-Westfalen.

## Lage

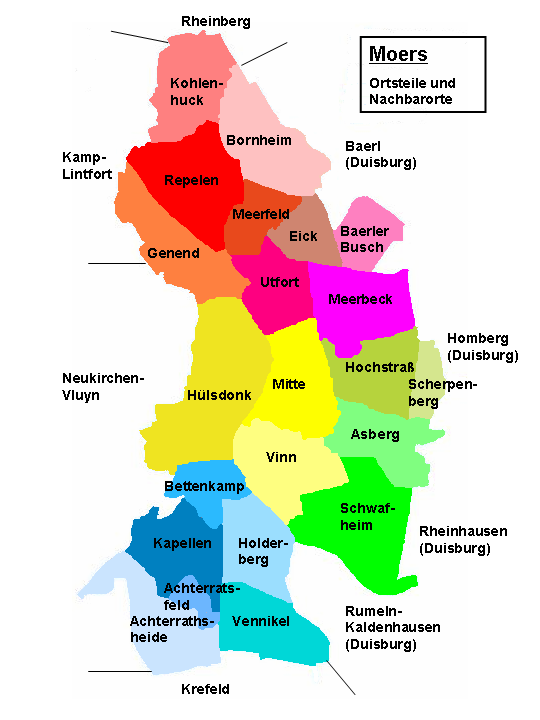
Wohnplätze von Moers; Scherpenberg liegt im östlichen Bereich von Moers

Der Ortsteil grenzt im Norden an den Ortsteil Uettelsheim des Duisburger Stadtteils Baerl, im Osten an Hochheide, im Süden an Asberg und im Westen an Hochstraß.

## Geschichte

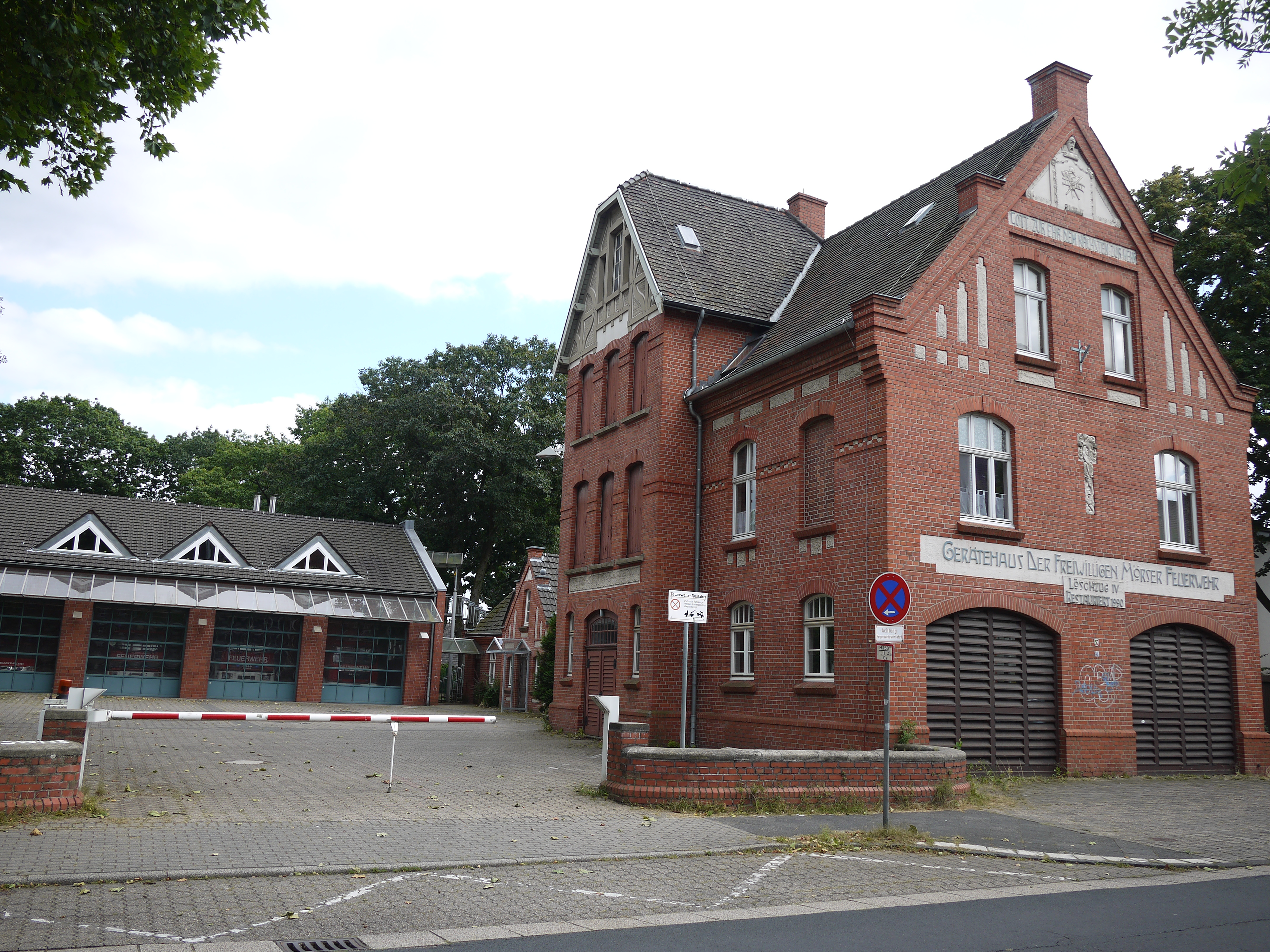
Feuerwehrhaus Scherpenberg

Für eine Besiedlung von Scherpenberg vor dem Mittelalter sind bisher mit einer Ausnahme keine Belege vorhanden. Lediglich an der Scherpenberger Straße wurde ein Topf ausgegraben, der auf eine Grabstelle aus der frühen Eisenzeit hindeutet.
Auf älteren Karten ist Scherpenberg nicht zu finden. Der bäuerliche Ortsteil hatte sich wie Hochstraß in der Gemarkung Birck entwickelt. Hochstraß ist seit der zweiten Hälfte des 18. Jahrhunderts nachweisbar. Damals war eine Landgemeinde aus der Bauerschaft Hochstraß mit den Weilern Westerbruch und Scherpenberg gebildet worden. 1800 wurde Hochstraß mit den Landgemeinden Asberg, Fünderich, Hülsdonk, Vinn und Schwafheim mit der Stadt Moers von den Franzosen zur Mairie Meurs (Moers) im Département de la Roer zusammengelegt. Dies betraf zwangsläufig auch die Bauerschaften Westerbruch und Scherpenberg.
Nach der Franzosenzeit verblieb Hochstraß in der Bürgermeisterei Moers. Bei der Gemeindereform vom 1. April 1906 wurde Scherpenberg als Teil von Hochstraß gemeinsam mit Asberg, Hülsdonk, Schwafheim und Vinn nach Moers eingemeindet.

## Sehenswürdigkeiten
In der Liste der Baudenkmäler in Moers sind für Scherpenberg zwei Baudenkmäler aufgeführt:
- das Feuerwehrhaus (Cecilienstraße 38), erbaut im Jahr 1908
- das ehemalige Schulgebäude (Cecilienstraße 40), erbaut um 1900